# Dopexamină
Dopexamina este un medicament cu acțiune vasodilatatoare⁠(d) și inotropă pozitivă, utilizat în special în contextul intervențiilor chirurgicale majore și în terapia intensivă. Este un agent simpatomimetic și face parte din clasa aminelor cu acțiune directă asupra receptorilor adrenergici⁠(d).